# Чупренски, Эмил
Эми́л То́доров Чупре́нски (болг. Емил Тодоров Чупренски; 14 сентября 1960, София) — болгарский боксёр лёгкой весовой категории, выступал за сборную Болгарии в 1980-е годы. Двукратный чемпион Европы, обладатель бронзовой медали чемпионата мира, участник летних Олимпийских игр в Сеуле, призёр многих международных турниров и национальных первенств.

## Биография
Эмил Чупренски родился 14 сентября 1960 года в Софии. В детстве активно занимался футболом и плаванием, но в конечном итоге сделал выбор в пользу бокса. Уже в 1979 году побывал на европейском первенстве в Кёльне, однако потерпел поражение уже в первом своём матче на турнире и выбыл из борьбы. Первого серьёзного успеха на ринге добился в 1983 году, когда в лёгком весе выиграл чемпионат Европы в Варне. Два года спустя повторил это достижение на европейском первенстве в Будапеште, а ещё через год добыл бронзовую медаль на чемпионате мира в американском Рино. В 1987 году участвовал в зачёте чемпионата Европы в Турине, но третье подряд чемпионство оформить не смог, в финале был побеждён советским боксёром Орзубеком Назаровым.
Благодаря череде удачных выступлений в 1988 году Чупренски удостоился права защищать честь страны на летних Олимпийских играх в Сеуле, сумел дойти здесь до четвертьфинала — проиграл лишь американцу Ромаллису Эллису. Получив бронзовую олимпийскую медаль, вскоре после этих соревнований принял решение завершить спортивную карьеру.
Скончался 30 мая 2025 года.